# Esquadrão N.º 463 da RAAF
O Esquadrão N.º 463 foi um esquadrão da Real Força Aérea Australiana (RAAF) durante a Segunda Guerra Mundial. Formado no Reino Unido no final de 1943, a partir de militares e aeronaves do Esquadrão N.º 467 da RAAF, foi equipado com aviões Avro Lancaster e realizou os seus primeiros ataques contra a Alemanha imediatamente depois de ter sido formado. Operando a partir do Comando de Bombardeiros da RAF, o esquadrão realizou ataques contra cidades, complexos industriais e alvos militares na Alemanha, França e Noruega, ao longo de 1944, até ao final da guerra mundial na Europa. Depois da guerra, evacuou prisioneiros de guerra aliados e foi extinto no final de 1945.